# Küçükköy (Niğde)
Küçükköy (früher Eylesun, İlisun) ist ein Dorf im zentralen Bezirk der türkischen Provinz Niğde. Es liegt etwa acht Kilometer nordwestlich des Stadtzentrums von Niğde und ist von dort ebenso wie von Bor im Süden über Landstraßen erreichbar. Küçükköy liegt am Südhang des Vulkanmassivs des Melendiz Dağı.
Nach Sevan Nişanyan ist der Ort vermutlich mit dem antiken Aliassos identisch, das 334 im Itinerarium Burdigalense erwähnt wird. Im Westen des Ortes befindet sich die Kirche von Küçükköy.